# غرويسن
غرويسن (بالألمانية: Greußen) هي بلدة ألمانية تقع في ألمانيا في تورينغن.[بحاجة لمصدر] يقدر عدد سكانها بـ 3,908 نسمة .

## المدن التوأمة
مدينة كرويسن هي مدينة توأمة لـغرويسن.